# George Allen
George Felix Allen (Whittier (Californië), 8 maart 1952) is een voormalig Amerikaans Republikeins senator voor de staat Virginia.

## Levensloop
Allen studeerde in 1970 een jaar aan de Universiteit van Californië - Los Angeles. Daarna maakte hij een overstap naar de Universiteit van Virginia, waar hij een bachelor Geschiedenis haalde en een master in Rechten.
Nadat zijn afstuderen werkte hij als klerk in een federaal hof, maar begon daarna een eigen advocatenkantoor in Charlottesville. In 1979 stelde hij zich voor de eerste keer verkiesbaar voor het Huis van Afgevaardigden van de staat Virginia. De eerste keer werd hij niet gekozen, maar twee jaar later wel. Hij bleef tot 1991 lid. In dat jaar wierp hij zich in de strijd voor een zetel voor het Huis van Afgevaardigden voor het 7e district van de staat Virginia. Zijn district werd echter opgedeeld en daardoor verviel zijn zetel. Hij bereidde zich voor om de strijd aan te gaan met een andere Republikeinse kandidaat, maar de partijtop liet weten dat hij dat niet moest doen, want anders zouden ze hem niet steunen in zijn poging in 1993 gouverneur van de staat te worden.
Van 1994 tot 1998 was hij gouverneur van de staat Virginia. In 2002 werd hij verkozen tot de Amerikaanse Senaat. In 2006 voerde hij campagne om wederom verkozen te worden tot de Senaat. Allen werd in die verkiezing nipt verslagen door zijn Democratische tegenstander Jim Webb. Zijn naam werd, voorafgaand aan een forse uitglijder begin augustus 2006, ook genoemd als mogelijk kandidaat voor de presidentsverkiezingen van 2008. De consensus onder Amerikaanse politiek commentatoren is echter dat aan deze eventuele ambitie een voortijdig einde is gekomen door zijn optreden tijdens een verkiezingsbijeenkomst begin augustus 2006. Allen heeft zich niet kandidaat gesteld en na zijn verlies in de Senaatsverkiezingen van 2006 was het onwaarschijnlijk geworden dat Allen verder nog een gooi zou doen voor het Republikeinse ticket voor de presidentsverkiezingen in 2008.

## Uitglijder tijdens verkiezingsbijeenkomst
Op 11 augustus 2006 sprak Allen tijdens een verkiezingsbijeenkomst (listening tour) een toeschouwer die namens James H. Webb, de Democratische concurrent van Allen, openlijk filmopnamen van deze bijeenkomst maakte aan met het woord "macaca".
Volgens sommigen wordt dit woord gebruikt om Noord-Afrikanen of Amerikanen van Afrikaanse afkomst op een denigrerende wijze aan te spreken. Macaque wordt door Franstaligen gebruikt om naar Noord-Afrikanen en Afrikanen met een donkere huidskleur te verwijzen. Allen spreekt Frans, omdat zijn moeder in Tunesië uit een Franse moeder geboren werd.
In dezelfde toespraak, zegt Allen "Welcome to America" (Welkom in de Verenigde Staten), hetgeen een verdere verwijzing naar de raciale achtergrond van de filmer (S.R. Sidarth) geweest zou zijn. Critici van Allens optreden wezen er onmiddellijk op dat de filmer een in Amerika geboren Amerikaan van Indiase afkomst is, hoewel op de filmbeelden niet zichtbaar was of Sidarth de enige niet-blanke Amerikaan op de bijeenkomst was.
Ter verdediging riep het campagneteam van Allen dat de senator verwezen zou hebben naar het Mohawk-kapsel van de filmer (hetgeen volgens CNBC onzin is omdat de filmer helemaal geen hanenkam-kapsel zou hebben). Allen zelf gaf aan dat hij het woord had verzonnen en zich niet had gerealiseerd dat het ook als een raciaal denigrerend woord beschouwd zou kunnen worden.

## Andere aantijgingen
Vlak na de Macaca-affaire doken er verhalen op dat Allen in zijn jeugd regelmatig het woord Nigger gebruikt had. Dit woord geldt in de Verenigde Staten voor blanken als dusdanig beladen dat alle televisiestations slechts over 'het n-woord' spreken. Hoewel enkele van zijn toenmalige schoolgenoten de geruchten bevestigden, ontkent George Allen de aantijging.

## Persoonlijk
In juni 1979 trouwde Allen met Anne Patrice Rebel. Zij gingen in 1983 uit elkaar. In 1986 hertrouwde hij met Susan Brown. Samen kregen zij drie kinderen.
- Gemeinsame Normdatei: 1126754625
- International Standard Name Identifier: 0000 0001 1495 142X
- Library of Congress Control Number: n94115122
- SNAC: w6w09wv8
- Biographical Directory of the United States Congress: A000121
- Virtual International Authority File: 90926916
- WorldCat: E39PBJwRVtYCPh4Q9MGRwhTT73